# Wonderful Life (serie de televisión)
Wonderful Life (en hangul, 원더풀 라이프) es una serie de televisión surcoreana de comedia romántica emitida durante 2005 sobre unos jóvenes universitarios e inmaduros que se convierten en padres accidentalmente, sin embargo debido a esto, se superan a sí mismos al conocer el verdadero amor y ser más maduros, ya que ahora sus vidas están vinculadas con un bebé en camino.
Es protagonizada por Kim Jae won, Eugene, Lee Ji Hoon, Han Eun Jung y Jung Da Bin. Fue transmitida originalmente en su país de origen por MBC TV desde el 7 de marzo hasta el 26 de abril de 2005, con una extensión de 16 episodios emitidos las noches de cada lunes y martes a las 21:55 (KST).

## Sinopsis
Han Seung Wan (Kim Jae Won) viaja a Singapur para visitar a su primer amor, Lee Chae Young (Han Eun Jung). En el aeropuerto, se topa con una joven llamada Jung Se Jin (Eugene), con quien accidentalmente intercambian pasaportes. Mientras Se Jin está en camino a la dirección que aparece en el pasaporte de Seung Wan, conoce a Min Do Hyun (Lee Ji Hoon), que amablemente le da un paseo. Cuando Seung Wan y Se Jin finalmente se encuentran en el apartamento de Chae Young, Seung Wan se compromete a devolver el pasaporte de Se Jin con la condición de que ella le ayudara a localizar a su novia desaparecida. Para sorpresa de Seung Wan, descubren que Chae Young se encuentra en una relación con Do Hyun, a quien había conocido en Australia. Con el corazón roto, Seung Wan va a beber con Se Jin y se vuelve con ella, pero al llegar tiene una aventura de una noche en un hotel en Sentosa.
A la mañana siguiente, Se Jin le dice a Seung Wan que ella era virgen y que debía asumir la responsabilidad por su encuentro sexual. El inmaduro Seung Wan la abandona, y vuelve a casa antes de lo previsto. De vuelta en Corea, su padre lo echa de la casa por gastar demasiado dinero bebiendo alcohol y se pone en contacto con Se Jin de nuevo. Ella está de acuerdo en ayudarle a ganar dinero para pagarle a su padre, pero pronto se da cuenta de que comienza a tener síntomas de embarazo. Ella compra una prueba de embarazo y mientras lo compra, se encuentra con Do Hyun nuevamente. Después de confirmar que está embarazada, Se Jin le dice a Seung Wan que ella se va de Corea para ir a estudiar en Australia.

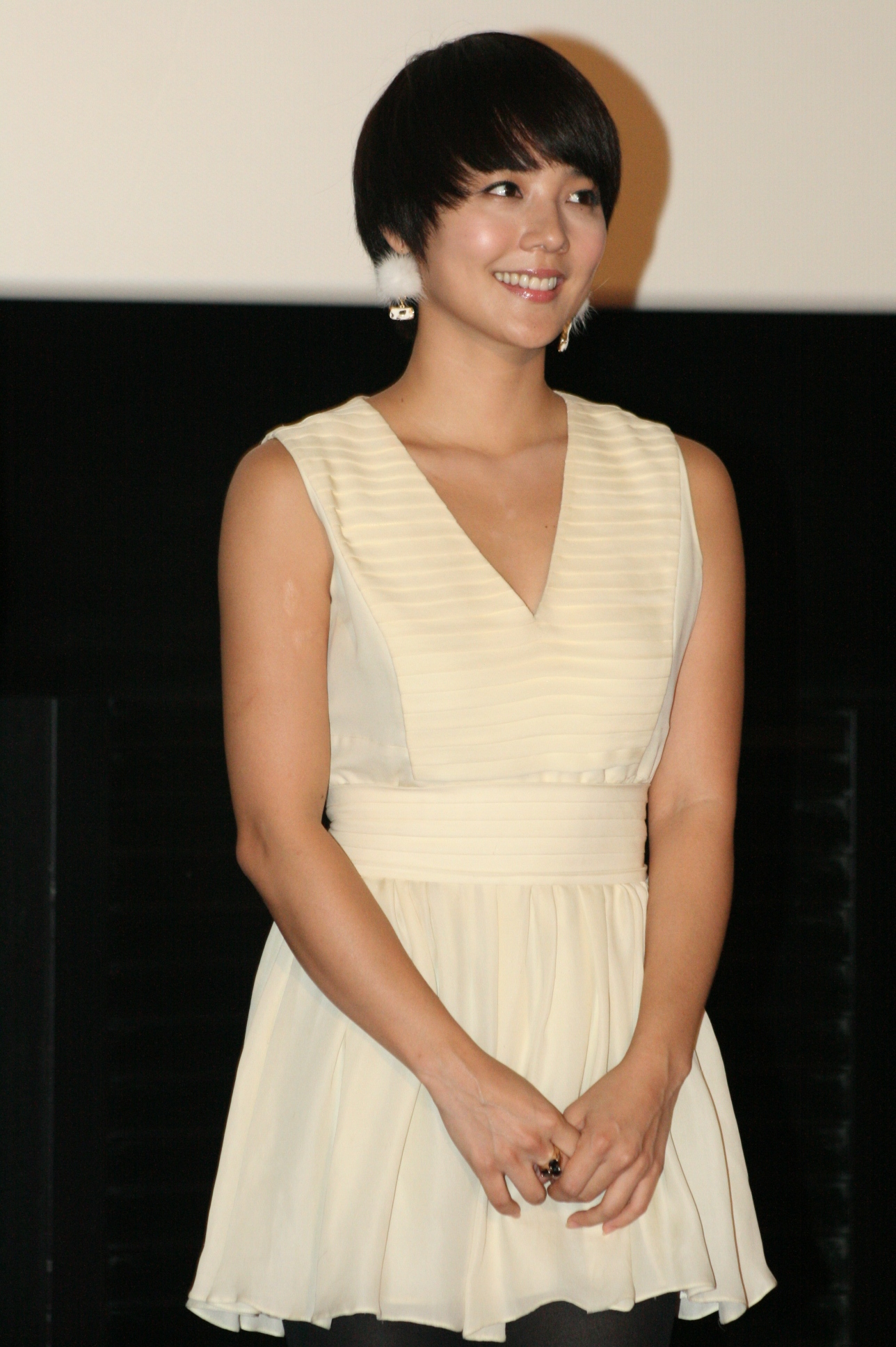
La actriz Eugene, que interpreta a Se Jin.

Un año más tarde, Seung Wan está a punto de casarse, pero la hermana mayor de Se Jin, destroza su fiesta de compromiso, llevando a su hija, Shin Bi (Jung Da Bin). Sus padres obligan a Seung Wan y Se Jin que se casen por el bien del bebé, pero los dos elaboran una lista de reglas que se deben respetar, incluida la libertad de perseguir sus propias carreras y vidas amorosas individuales, así como un posible divorcio en el plazo de cinco años. Preparados con responsabilidades individuales de un matrimonio y la paternidad, Seung Wan consigue trabajo en el negocio de la construcción de su padre para mantener a su familia, pero se ve obligado a dejarlo, para cumplir con el servicio militar obligatorio poco después.
A su regreso, se reúnen Seung Wan y Se Jin enfrentándose a nuevos retos. Pero cuando Shin Bi es diagnosticado con leucemia, Seung Wan y Se Jin, mientras buscan desesperadamente un donante de médula ósea viable, se dan cuenta de lo mucho que se aman y la familia que han creado.

## Reparto

### Personajes principales
- Kim Jae Won como Han Seung Wan.
- Eugene como Jung Se Jin.
- Lee Ji Hoon como Min Do Hyun.
- Han Eun Jung como Lee Chae Young.
- Jung Da Bin como Han Shin Bi.

### Personajes secundarios
- Joo Hyun como Han Bum Soo.
- Sunwoo Yong Nyeo como Yoon Tae Hee.
- Kim Hye Ok como Pyo Jae Kyung.
- Choi Joon Yong como Han Seung Pil.
- Yoon Hyun Sook como Baek Hyun Joo.
- Kim Hyo Jin como Jung Il Jin.
- Kim Seung Min como So Chang Myung.
- Lee Hye Sook como Madrastra de Do Hyun.

## Emisión internacional
- Filipinas: ABS-CBN (2006).
- Hong Kong: ATV (2006).
- Tailandia: Channel 3 (2007).
- Taiwán: EBC (2006).
- Vietnam: HanoiTV y HTV7 (2006).